# Шульце-Пийо, Герхард
Герхард Шульце-Пийо (нем. Gerhard Schulze-Pillot; 7 октября 1872, Берлин — 18 марта 1945, Мюнхен) — немецкий инженер-машиностроитель, профессор и ректор Гданьского университета.

## Биография
Герхард Шульце-Пийо родился 7 октября 1872 года в Берлине; он изучал машиностроение в Техническом университете Берлина в Шарлоттенбурге. По окончании обучения в ВУЗе он стал ассистентом — занимал данную позицию с 1896 по 1897 год — после чего отправился в США, где провел период между 1900 и 1904 годами. Затем Шульце-Пийо получил приглашение от Гданьском политехнического университете занять должность профессора машиностроения, гидротехники, энергетических установок и теплотехники: занял профессорский пост в 1904 году и оставался на нем более тридцати лет, до своего выхода на пенсию в 1938 году. В этот период, с 1927 по 1928 год, он также являлся ректором университета; стал почетным членом немецкого студенческого братства. 11 ноября 1933 года Шульце-Пийо был среди более 900 ученых и преподавателей немецких университетов и вузов, подписавших «Заявление профессоров о поддержке Адольфа Гитлера и национал-социалистического государства». Скончался незадолго до окончания Второй мировой войны в Европе, 18 марта 1945 года, в Мюнхене.

## Работы
- Die Mitarbeit der deutschen Techniker beim Wiederaufbau Deutschlands, Rede 1919 bei der Begrüßung der aus dem Felde Heimgekehrten.
- Neue Riementheorie nebst Anleitung zum Berechnen von Riemen, 1926[3].